# エン・マレーア
エン・マレーア（En Marea）は2015年5月に行われた地方自治体選挙において躍進した様々な政党や市民プラットフォームによる連合体（マレーア・アトランティカ、コンポステーラ・アベルタ、フェロル・エン・コムン）と同様にポデーモス、アノーバ＝イルマンダーデ・ナショナリスタ、エスケルダ・ウニーダなどによって設立された選挙連合体で、2015年12月20日に行われた総選挙においてガリシア州での立候補のために同年11月に設立された。政党間の合意により投票用紙での名称はEn Marea (Podemos-En Marea-Anova-EU)となることが決められた。

## 構成党派
- ポデーモス・ガリシア
- アノーバ＝イルマンダーデ・ナショナリスタ
- エスケルダ・ウニーダ (EU-IU)
- マレーア・アトランティカ
- マレーア・ポンテベドラ[8]
- コンポステーラ・アベルタ
- フェロル・エン・コムン (FeC)
- Encontro por unha Marea Galega[9]